# Остит
Остит (от др.-греч. ὀστοῦν — кость) — это болезнь, характеризующая воспаление костных тканей, то есть, кости скелета человека. Остит является довольно распространённым видом заболевания. Но в чистом виде воспаление кости встречается очень редко, обычно в процесс вовлекаются почти все её элементы-надкостница, кость и костный мозг.При правильной диагностике и лечении, имеются шансы на полное выздоровление.

## Виды остита
Различают несколько видов остита.

### По причинам развития
- неспецифический остит — результат различных травм, переломов или же, в крайнем случае, итог неправильно проведенной операции на кости.
- специфический остит — результат поражения костей различными бактериями и вирусами (туберкулез, сифилис и т. д.).

### По формам
- острый остит — деструкция костей;
- хронический остит — пролиферация костей[4].

По характеру экссудата выделяют асептический и гнойный

## Причины
Существуют лишь две причины остита. Первая — инфекционное поражение и травмы. В случае травм, переломов, рассечении костей открывается доступ для инфекции к ране, чаще всего, из внешней среды.
Имеет значение также проведение операции. При неправильном соблюдении санитарных и гигиенических норм, и если не проводить послеоперационные процедуры, на месте перелома может образоваться благоприятная среда для бактерий (сифилис и туберкулез). Редко имеют случаи поражения человека бактериями и вирусами, которые провоцируют бруцеллез, паратиф, гонорею, лепру, а также ревматоидный артрит.

## Симптомы и признаки остита
Симптомы и признаки остита костной ткани находятся в прямой зависимости от формы и причин самой болезни, от общего состояния пациента, а также болезней, присутствующих наряду с воспалением.

### Симптомы острого остита
Одним из важнейших симптомов остита, указывающих на его острую форму, является ощущение боли и спазм в пораженной области. У больного часто нарушается подвижность конечностей: рук или ног, а также, сильно чувствуются боли в спине. Имеют место деформации вторичного разряда или хуже, беспричинные переломы костей. Нарушается нервная система больного в области спинного мозга. Характерно образование свищей или флегмон.

### Симптомы хронической и фиброзной форм остита
При хроническом остите характерно утолщение костей. Развивается периодонтит. Что касается фиброзного остита, здесь особых симптомов не наблюдается. Характерны боли и нарушение осанки, порой даже деформация конечностей. Наблюдается развитие остеомаляции и остеопороза.

## Диагностика остита
К диагностике остита костной ткани по правилу, приступают с общего осмотра. Сперва врач выслушивает все жалобы пациента, затем проводит рентгенограмму (детальный показ состояние костной системы). В случае необходимости, проводятся анализы крови, мочи или же, радионуклидное исследование, биопсия костной ткани, иммунологические и бактериологические пробы.

## Лечение
Лечение воспаления костей обычно начинается с устранения появившейся патологии костей хирургическими способами:
- некрэктомия — устранение тканей, которые поражены вследствие некротических процессов тканей;
- секвестрэктомия — удаление костей, которые отделились;
- санация — удаление патологий с помощью антисептиков.

Используются также лекарства; антибиотики, антисептики, протеолитические ферменты. Рекомендуется лечение при помощи физиотерапевтических процедур, иммунизации путем приёма витаминов, инъекций, соблюдения соответствующей диеты, насыщенной витаминами и белками. Порой, пораженная часть тела иммобилизируется.